# Corte di giustizia dell'Unione europea
La Corte di giustizia dell'Unione europea (abbreviato: CGUE; in latino e ufficialmente: Curia; in francese: Cour de Justice de l'Union européenne, CJUE) è un'istituzione dell'Unione europea (UE) con sede in Lussemburgo, presso le torri omonime.
La CGUE ha il compito di garantire l'osservanza del diritto comunitario nell'interpretazione e nell'applicazione dei trattati fondativi dell'Unione europea.
La tutela giurisdizionale dell'Unione europea è affidata alla Corte, organo unitario, suddiviso in una pluralità di formazioni:
- la Corte di giustizia (creata nel 1952);
- il Tribunale (creato nel 1988).

Dal 2004 al 2016 è stato attivo anche il Tribunale della funzione pubblica.
La Curia, la CGUE Corte di Giustizia dell’Unione Europea in II grado in Lussemburgo ed il Tribunale Unione Europea in I grado in Lussemburgo, hanno i loro compiti e sono istituzioni dell'U.E. (Consiglio europeo e Consiglio dell'Unione europea, Parlamento europeo e Commissione europea).
Essi non vanno confusi con organi esterni quali la CEDU (Corte europea dei diritti dell'uomo di Strasburgo, che è parte del Consiglio d'Europa e non dell'Unione europea), né con la CIG (Corte internazionale di giustizia dell'Aia, che dipende dall'ONU), né tantomeno con la Corte penale internazionale (tribunale per crimini internazionali con sede all'Aia).

## Storia
Il 18 aprile 1951, al momento della firma del trattato di Parigi istitutivo della Comunità europea del carbone e dell'acciaio (CECA), i sei Stati membri fondatori (Belgio, Germania Ovest, Francia, Italia, Lussemburgo e Paesi Bassi) decisero di creare un organo giurisdizionale incaricato di garantire il rispetto del diritto comunitario, da farlo applicare  da tutti gli Stati membri e di risolvere le controversie.
Il primo presidente della Corte di giustizia (dal 1952 al 1958) è stato l'italiano Massimo Pilotti.
Il 25 marzo 1957, i trattati di Roma istitutivi della Comunità economica europea (CEE) e la Comunità europea dell'energia atomica (EURATOM) crearono un nuovo organo giurisdizionale, la Corte di giustizia delle Comunità europee (CGCE), comune alle tre (CECA, CEE, EURATOM) Comunità.
In seguito al Trattato di Lisbona, entrato in vigore il 1º dicembre 2009 la corte ha cambiato il nome in Corte di giustizia dell'Unione europea (CGUE).

## La Corte di giustizia

### Competenze e poteri della Corte di giustizia
Nell'ambito della sua missione, la Corte è stata dotata di ampie competenze giurisdizionali, che esercita nell'ambito delle varie categorie di ricorsi. La Corte è, in particolare, competente a pronunciarsi sui ricorsi di annullamento o per carenza presentati da uno Stato membro o da un'istituzione, sui ricorsi per inadempimento diretti contro gli Stati membri, sui rinvii pregiudiziali e sulle impugnazioni delle decisioni del Tribunale. Questi suoi poteri sono applicati in diverse forme:
- col ricorso per inadempimento (ex art. 258 TFUE) la Corte controlla il rispetto, da parte degli Stati membri, degli obblighi sanciti dai trattati e dagli atti di diritto derivato. Il ricorso alla Corte di giustizia è preceduto da un procedimento preliminare (la cd. procedura di infrazione) avviato dalla Commissione, nel corso del quale lo Stato membro ha la possibilità di rispondere alle accuse. Se tale procedimento non porta lo Stato membro a porre fine all'inadempimento, viene presentato alla Corte di giustizia un ricorso per violazione del diritto dell'Unione europea, proposto dalla Commissione oppure da un altro Stato membro. Se la Corte accerta l'inadempimento, lo Stato è tenuto a porvi fine immediatamente. Qualora lo Stato non ottemperi alla sentenza della Corte, la Commissione può avviare una nuova procedura di infrazione che può portare a un nuovo deferimento dello Stato di fronte alla Corte di giustizia, la quale, se accerta l'inadempimento (mancata esecuzione della sentenza precedente), condanna lo Stato al pagamento di un'ammenda;
- col ricorso per annullamento (ex art. 263 TFUE) il ricorrente chiede alla Corte l'annullamento di un atto legislativo di un'istituzione dell'Unione. Il ricorso di annullamento può essere proposto dagli Stati membri, dalle istituzioni dell'Unione o da un privato se l'atto lo riguarda direttamente. In esso la Corte è chiamata a valutare la legittimità degli atti posti in essere dalle istituzioni dell'Unione (Consiglio, Parlamento Europeo, Commissione, BCE) e, in particolare, si pronuncia relativamente a: vizi di incompetenza, violazione di forme sostanziali, violazione dei trattati e di qualsiasi regola di diritto relativa alla loro applicazione, sviamento di potere;
- col ricorso per carenza (ex art. 265 TFUE) la Corte di giustizia e il Tribunale vagliano la legittimità dell'inerzia delle istituzioni dell'Unione. Tale ricorso può essere presentato solo dopo che l'istituzione è stata invitata ad agire: una volta accertata l'illegittimità dell'omissione, spetta all'istituzione interessata porre fine alla carenza mediante misure adeguate;
- con il ricorso per risarcimento danni, la Corte e il Tribunale sono chiamati a giudicare in materia di responsabilità extracontrattuale riguardante i danni causati dalle istituzioni o dagli agenti dell'Unione nell'esercizio delle loro funzioni. A tale procedura ricorre l'individuo che lamenti un pregiudizio subito e che voglia ottenere riparazione del danno chiamando la CGUE a giudicare sul caso. La caratteristica di tale procedura consiste nella totale autonomia e indipendenza dalle procedure di "ricorso per annullamento" e "ricorso per carenza";
- con il rinvio pregiudiziale (ex art. 267 TFUE) un giudice di un tribunale nazionale di uno Stato membro dell'Unione può, o, nel caso in cui si tratti di decisione pendente davanti a un organo giurisdizionale avverso la quale non è ammesso ricorso giurisdizionale nel diritto interno, deve, chiedere alla Corte di precisare una questione relativa all'interpretazione o alla validità di un atto di diritto europeo. La risposta della Corte, tramite una sentenza giuridicamente vincolante, è l'interpretazione ufficiale della questione e come tale vale per tutti gli Stati membri;
- con la procedura di impugnazione la Corte statuisce sui ricorsi contro le sentenze del Tribunale di primo grado. Se l'impugnazione è fondata, la Corte annulla la sentenza del Tribunale (con o senza rinvio degli atti al Tribunale stesso), altrimenti la conferma;
- con il riesame la Corte, quando ricorra un grave rischio per l'unità o la coerenza del diritto dell'Unione, può eccezionalmente decidere della legittimità delle decisioni con le quali il Tribunale, giudicando in secondo grado, statuisce sui ricorsi contro le decisioni del Tribunale della funzione pubblica.

### Il funzionamento della Corte di giustizia
La Corte segue grosso modo le procedure dei tribunali nazionali. In caso di ricorso diretto, il ricorso viene notificato alla parte avversa e vengono designati dalla Corte un giudice relatore e un avvocato generale, incaricati di seguire lo svolgimento della causa. Se le parti richiedono che si tenga un'udienza dibattimentale pubblica, il giudice relatore riassume, in una relazione d'udienza, i fatti e le argomentazioni delle parti e degli eventuali intervenienti. Tale relazione viene resa pubblica durante l'udienza. Durante l'udienza i giudici e l'avvocato generale possono rivolgere alle parti le domande che ritengono opportune. Dopo qualche settimana, e sempre in udienza pubblica, l'avvocato generale, se la causa presenta nuove questioni di diritto, presenta le proprie conclusioni alla Corte di giustizia, proponendo in totale indipendenza la soluzione che a suo parere dev'essere data al problema.
Successivamente, i giudici, e soltanto loro, deliberano sulla base di un progetto di sentenza steso dal giudice relatore. Ciascun giudice può proporre modifiche. Una volta adottata, la sentenza viene pronunciata in udienza pubblica. In caso di rinvio pregiudiziale, presentabile solo da un giudice di un tribunale nazionale, la Corte fa pubblicare la questione sulla Gazzetta ufficiale dando tempo due mesi affinché le parti interessate, gli Stati membri e le istituzioni dell'Unione presentino i propri pareri sulla questione. Nel corso dell'udienza pubblica gli stessi soggetti possono esporre i propri pareri oralmente. Successivamente alla presentazione delle conclusioni dell'avvocato generale, i giudici si riuniscono per deliberare. La sentenza è pronunciata in pubblica udienza e trasmessa dal cancelliere al giudice nazionale, agli Stati membri e alle istituzioni interessate.
La lingua di lavoro interna della CGUE è il francese.

### Composizione e struttura della Corte di giustizia
La Corte è composta da un giudice per ogni Stato membro (27), assistiti da undici avvocati generali. I giudici e gli avvocati generali sono nominati di comune accordo dai governi degli Stati membri con mandato di sei anni, rinnovabile. Essi sono scelti tra i giuristi di notoria competenza od aventi i requisiti per ricoprire le più alte funzioni giurisdizionali nei paesi d'appartenenza. I giudici della Corte designano tra loro il presidente con un mandato di tre anni, rinnovabile. Gli avvocati generali sono undici, e hanno il compito di presentare pubblicamente, in piena imparzialità e indipendenza, delle conclusioni sulle cause più importanti. La Corte può riunirsi in seduta plenaria, in grande sezione (quindici giudici) o in sezioni composte da cinque o tre giudici. Essa si riunisce in grande sezione quando lo richiede uno Stato membro o un'istituzione parte della causa, nonché per trattare cause particolarmente complesse o importanti. Le altre cause vengono trattate dalle sezioni di cinque o tre giudici. La Corte si riunisce in seduta plenaria in casi molto eccezionali tassativamente previsti dai trattati e quando la Corte ritiene che una causa rivesta un'eccezionale importanza. Il quorum della seduta plenaria è di quindici giudici.

### Elenco dei presidenti della Corte di giustizia europea
Dal 1952 si sono succeduti 11 Presidenti della Corte, dal 2015 il Presidente è Koen Lenaerts.
| #                                                                                              | Periodo                    | Presidente                      | Stato          |
| ---------------------------------------------------------------------------------------------- | -------------------------- | ------------------------------- | -------------- |
| 1                                                                                              | 1952–1958                  | Massimo Pilotti                 | Italia         |
| 2                                                                                              | 1958–1964                  | Andreas Matthias Donner         | Paesi Bassi    |
| 3                                                                                              | 1964–1967                  | Charles Léon Hammes             | Lussemburgo    |
| 4                                                                                              | 1967–1976                  | Robert Lecourt                  | Francia        |
| 5                                                                                              | 1976–1980                  | Hans Kutscher                   | Germania Ovest |
| 6                                                                                              | 1980–1984                  | Josse Mertens de Wilmars        | Belgio         |
| 7                                                                                              | 1984–1988                  | Alexander John Mackenzie Stuart | Regno Unito    |
| 8                                                                                              | 1988–1994                  | Ole Due                         | Danimarca      |
| 9                                                                                              | 1994–2003                  | Gil Carlos Rodriguez Iglesias   | Spagna         |
| 10                                                                                             | 2003–2015                  | Vasileios Skourīs               | Grecia         |
| 11                                                                                             | 8 ottobre 2015 – in carica | Koen Lenaerts                   | Belgio         |
| Source: Presentazione dei membri, su curia.europa.eu, CGUE. URL consultato il 12 ottobre 2015. |                            |                                 |                |

## Il Tribunale
Il Tribunale è uno dei due organi giurisdizionali, insieme alla Corte di giustizia dell'Unione europea, che compongono il sistema giurisdizionale dell'Unione europea. 
La sua introduzione è stata decisa nel 1988 dal Consiglio delle Comunità europee, con Decisione 88/591/CECA/CEE/Euratom, su richiesta della Corte di giustizia. Esso è entrato in funzione il 31 ottobre 1989.
La creazione del Tribunale implica l'istituzione di un sistema giurisdizionale fondato su un doppio grado di giurisdizione: tutte le cause decise in primo grado dal Tribunale possono essere oggetto di impugnazione dinanzi alla Corte di giustizia.

## Il Tribunale della funzione pubblica
Quello che era il terzo organo giurisdizionale, il Tribunale della funzione pubblica, è stato soppresso nel 2016 con il regolamento n. 2016/1192.
Il Trattato di Nizza ha attribuito al Consiglio la facoltà di istituire “camere giurisdizionali”, denominate Tribunali Specializzati dal Trattato di Lisbona, competenti a conoscere in primo grado talune categorie di ricorsi in materie specifiche. Ad oggi il Consiglio ha esercitato detti poteri una sola volta, istituendo con Decisione 2004/752/CE/Euratom del 2 novembre 2004 il Tribunale della funzione pubblica, cioè un tribunale specializzato nel contenzioso del personale. 
Il Tribunale della funzione pubblica era composto da 7 giudici, nominati per un periodo di 6 anni, rinnovabile. Normalmente si riuniva in sezioni composte da 3 giudici, ma in alcuni casi erano previste riunioni della seduta plenaria, delle sezioni di 5 giudici e del giudice unico. 
Le decisioni assunte da questi tribunali potevano essere oggetto di impugnazione dinanzi al Tribunale per soli motivi di diritto; eccezionalmente, la sentenza del Tribunale in grado di appello poteva essere oggetto di riesame dinanzi alla Corte di giustizia, ove sussistevano gravi rischi per l’unità e la coerenza del diritto dell’Unione.

## Efficacia delle sentenze negli ordinamenti nazionali

### Pubblicazione delle sentenze
Hanno valore legale le sentenze pubblicate una volta al mese nella "Raccolta della giurisprudenza della Corte di Giustizia", in tutte le lingue dell'Unione Europea, per prima in francese. Non hanno valore le copie messe a disposizione del pubblico durante le udienze o sul sito internet istituzionale della Corte. È preminente in caso di dubbi interpretativi di traduzione il testo redatto nella lingua originale del processo.

### Primazia del diritto dell'Unione
Hanno applicazione immediata e necessaria negli ordinamenti nazionali le sentenze della Corte di Giustizia che interpretano regolamenti dell'Unione Europea, in quanto norme aventi immediata efficacia nel diritto degli Stati membri.
Manca un pronunciamento netto della Corte in merito alla diretta applicabilità delle sentenze che interpretano direttive comunitarie, in quanto norme che necessitano di un successivo recepimento in leggi degli Stati membri.
Secondo la Corte, i giudizi nazionali devono garantire la piena applicabilità delle norme comunitarie "disapplicando all'occorrenza, di propria iniziativa, qualsiasi disposizione della legislazione nazionale, anche posteriore, senza doverne chiedere o attendere la rimozione per via legislativa o mediante altro procedimento costituzionale".

La preminenza del diritto dell'Unione su quello degli Stati membri riguarda anche la giurisprudenza della Corte di Giustizia.
L'interpretazione della Corte è di natura dichiarativa, non creativa, quindi si intende che interpreti le norme comunitarie come sono in origine al momento della loro approvazione. Pertanto, portata e senso delle interpretazioni sono applicabili retroattivamente anche per leggi degli Stati membri emanate in momenti compresi tra la data della norma comunitaria e la sentenza della Corte.
La preminenza del diritto comunitario non si applica al diritto amministrativo (potere di annullare le decisioni di una pubblica autorità), che resta competenza dei singoli Stati membri.

### Precedente giuridico
Il Trattato Costitutivo dell'Unione Europea non prevede il precedente vincolante. Tuttavia, la Corte per prassi mantiene in generale, nelle diverse materie del contendere, una giurisprudenza costante e un continuo riferimento alla proprie precedenti sentenze. Stessa prassi è in atto nell'ordinamento italiano, per la Corte di Cassazione e la Corte costituzionale.
Tuttavia, la Corte di Giustizia prevede un'apposita norma procedurale che conferisce valore giuridico alle precedenti sentenze, sebbene non obbligatoria: sentito l'avvocato generale, la Corte può evitare il procedimento e concludere il caso "in qualsiasi momento con ordinanza motivata facente riferimento alla precedente sentenza o alla giurisprudenza pertinente". L'ordinanza è stata in realtà utilizzata in un numero molto limitato di casi (solo dieci nel 2004), tuttavia è un incentivo per i giudici nazionali a non sottoporre alla Corte questioni già risolte o ritenute sufficientemente chiare. In alcuni casi, la Corte ha ritenuto non applicabile la sua precedente giurisprudenza, cambiandone quindi la portata.
Secondo la Corte il giudice nazionale non è tenuto ad adire la Corte di Giustizia se "la questione sollevata sia materialmente identica ad altra questione, sollevata in relazione ad analoga fattispecie, che sia già stata decisa in via pregiudiziale" o se esiste già una giurisprudenza comunitaria costante resa su fattispecie analoghe (sentenza Cilfit del 1982).
Quindi, se il precedente non è autovincolante per la stessa Corte di Giustizia, lo è invece in senso verticale, per gli organi giurisdizionali degli Stati membri.

### Rapporti con l'ordinamento italiano
La Corte costituzionale italiana ha chiarito il rapporto fra ordinamento italiano e sentenze della Corte di Giustizia.
Sono inammissibili per difetto di rilevanza, a prescindere dalla loro fondatezza, le questioni di legittimità aventi a oggetto contrasti fra norme interne e norme comunitarie direttamente applicabili. È riconosciuta la preminenza del diritto comunitario, essendo il giudice tenuto a disapplicare la norma interna.
Con sentenza n. 168 del 1991, la Consulta rinuncia allo strumento del rinvio pregiudiziale alla Corte di Giustizia UE (ex art. 177 Trattato Unione), sostenendo che la Consulta non è un organo giurisdizionale e che ha compiti e funzioni radicalmente diversi dalla magistratura (cita sentenza n. 13 del 1961), e che spetta invece al giudice comune, "il quale invochi una norma comunitaria come presupposto o parametro della questione di legittimità costituzionale, provocarne l'interpretazione "certa ed affidabile" rivolgendosi alla Corte di giustizia delle Comunità europee" (ribadita con le ordd. 26 luglio 1996, n. 319, 6 aprile 1998, n. 108 e n. 10).
Prima di ricorrere alla Consulta, il giudice è tenuto a esaminare la giurisprudenza della Corte di Giustizia Europea, e uniformarsi a questa senza ulteriori ricorsi.

Prima della Consulta, deve adire la Corte di Giustizia solo in assenza di una precedente puntuale pronuncia che dia "una interpretazione certa e affidabile" sulla rilevanza effettiva e di non manifesta infondatezza della questione.
La Consulta ha affermato che le sentenze della Corte di Giustizia ricadono "sotto il disposto del diritto comunitario che riceve immediata e necessaria applicazione nell'ambito territoriale dello Stato, con la conseguenza dell'inammissibilità della questione di costituzionalità, eventualmente sollevata dal giudice comune".
Con l'eccezione dei giudizi in via d'azione, la Consulta rinuncia a priori a intervenire su materie di competenza comunitaria, ovvero sui contrasti con norme interne, e rimette la questione ai giudici comuni.
Pertanto, è fortemente limitato il giudizio di legittimità costituzionale su norme comunitarie, che devono non essere direttamente applicabili (quindi non riguarda i Regolamenti, ma le sole direttive), risultare manifestamente fondato e rilevante alla luce delle sentenze della Corte di Giustizia.
Per le questioni doppiamente pregiudiziali (norme sottoposte al vaglio della Corte di giustizia UE e della Consulta), ovvero che sono oggetto di ricorso alla Consulta mentre già si trovano al vaglio della Corte UE, la Consulta ha chiarito che sono inammissibili in quanto il giudice deve adire e attendere prima l'intervento della Corte di Giustizia UE (ordd. n. 244 del 1994, n. 38 del 1995, n. 249 del 2001). Tale orientamento è stato meglio motivato, sostenendo che con il ricorso alla Consulta il giudice comune ritiene di fatto la norma comunitaria già applicabile nell'ordinamento, chiedendo nel contempo alla Corte UE di chiarirne l'interpretazione (sent. n. 168 del 1991).
La Consulta ha chiarito anche che per il giudice comune la giurisprudenza della Corte di Giustizia e le norme comunitarie in genere prevalgono anche su quella della Corte di Cassazione.
In caso di dubbi di compatibilità fra il diritto vivente della Cassazione e norme comunitarie dotate di efficacia diretta (fra le quali le sentenze della Corte di Giustizia), come una sentenza della Cassazione che conferma la validità di una norma interna, e una successiva sentenza della Corte di Giustizia UE che la disapplica, il giudice comune è tenuto al rinvio pregiudiziale alla Corte di Giustizia stessa.
Quindi, in caso di contrasto fra Corte di Giustizia UE e Cassazione, è la prima ad avere il pronunciamento definitivo non ulteriormente opponibile.